# Metamorfozy

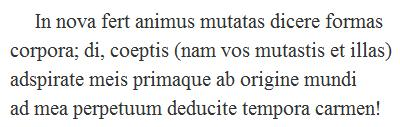
Pierwsze wersy poematu

Metamorfozy (także Przemiany, łac. Metamorphoseon, Libri Quindecim) – złożony z piętnastu ksiąg poemat epicki, napisany przez rzymskiego poetę Owidiusza, przedstawiający przy pomocy wątków mitologii greckiej i rzymskiej stworzenie i historię świata. Owidiusz opowiada lub wspomina 250 mitów zawierających motyw przemiany.
Utwór miał na celu stworzenie oryginalnej, rzymskiej wersji kosmogonii i był tworzony pod mecenatem Oktawiana Augusta między 2 a 8 rokiem naszej ery.

## Treść
Dzieło to opowiada o powstaniu świata, zwierząt, roślin i ciał niebieskich. Księgi I–V przedstawiają najstarsze mity – od chaosu przez potop, cztery wieki ludzkości, pożar świata do czasów tebańskich. Księgi VI–X obejmują mity dotyczące Herkulesa. Od księgi XI zaczynają się mity trojańskie, italskie i rzymskie. Owidiusz wzorował się na pisarzach greckich: Kallimachu, Eratostenesie, Nikanderze z Kolofonu, Parteniosie z Nikai oraz rzymskich: Katullusie, Cynnie, Macerze.

## Wydania polskie
Przekłady staropolskie:
- „Księgi Methamophoseon, to jest Przemian” tłum. Walerian Otfinowski, podczaszy ziemi sandomierskiej, wyd. Kraków 1638,
- „Metamorphoseon, to jest Przeobrażenia ksiąg piętnaście” tłum. Jakub Żebrowski, wyd. Kraków 1636;

- P. Owidiusza Nazona Metamorphoseon, to jest, Przeobrazenia, kśiąg piętnaśćie, przekłádánia in verse J. Zebrowskiego. 1821

- Bruno Kiciński, Poezye Brunona hrabi Kicińskiego, Warszawa 1845, tom VII P. Owidjusza Nazona „Przemiany” poema w XV pieśniach z przypisami objaśniającemi, przekładania Brunona hrabi Kicińskiego.

Współczesne tłumaczenie pt.
- „Metamorfozy” prof. Stanisław Stabryła, wyd. Zakład Narodowy im. Ossolińskich Biblioteki Narodowej, Wrocław 1995.